# 相互補完
相互補完（そうごほかん）とは、社会学用語の一つ。これは社会において存在する物事が、互いに不足している部分を補い、そうすることによって全体として不足のないような状態とするということである。日本政府によって行われている政策の中には、それが地域間などといった関係においての相互補完の実現を目的としているものが存在している。日本政府によって行われている外交は、国家間においての経済や科学技術などといった事柄の相互補完が目的となっている場合がある。